# General (televizijska serija)
General je hrvatska dramsko-biografska TV serija koja je s prikazivanjem krenula 16. prosinca 2019. na HTV 1. Režiju i scenarij potpisuje slavni Antun Vrdoljak, a glavni glumac je Goran Višnjić.

## Radnja
Serija prati život hrvatskog generala Ante Gotovine, čiji dramatičan život započinje majčinom pogibijom, odlaskom u Francusku i upisom u Legiju stranaca. Nakon ranjavanja u Sahari, Legija ga šalje u Kolumbiju gdje upozna lijepu Ximenu koju uskoro oženi. U Argentini susreće hrvatske iseljenike, od kojih saznaje da je Hrvatska postala samostalna i suverena država, ali i da je započela velikosrpska agresija i masovni zločini. Po povratku u Hrvatsku, postaje dragovoljac Hrvatske vojske i dobiva niz zadataka u kojima se potvrđuje kao izniman strateg...

## Glumačka postava
- Goran Višnjić kao Ante Gotovina
- Mustafa Nadarević kao Janko Bobetko
- Tarik Filipović kao Davor Domazet-Lošo
- Stjepan Perić kao Marko Skejo
- Goran Navojec kao Bruno Zorica Zulu
- Boris Svrtan kao Ante Roso
- Borko Perić kao Nikica
- Nataša Janjić kao Vesna Karuza
- Boris Barukčić kao Tomo Medved